# Philothamnus
Philothamnus es un género de serpientes de la familia Colubridae. Sus especies se distribuyen por el África subsahariana.

## Especies
Se reconocen las siguientes:
- Philothamnus angolensis Bocage, 1882
- Philothamnus battersbyi Loveridge, 1951
- Philothamnus bequaerti (Schmidt, 1923)
- Philothamnus carinatus (Andersson, 1901)
- Philothamnus chifunderai Greenbaum, Pauwels, Gvoždík, Vaughan, Chaney, Buontempo, Aristote, Muninga & Engelbrecht, 2023[2]
- Philothamnus dorsalis (Bocage, 1866)
- Philothamnus girardi Bocage, 1893
- Philothamnus heterodermus (Hallowell, 1857)
- Philothamnus heterolepidotus (Günther, 1863)
- Philothamnus hoplogaster (Günther, 1863)
- Philothamnus hughesi Trape & Roux-Esteve, 1990
- Philothamnus irregularis Leach, 1819
- Philothamnus macrops (Boulenger, 1895)
- Philothamnus natalensis (Smith, 1848)
- Philothamnus nitidus (Günther, 1863)
- Philothamnus ornatus Bocage, 1872
- Philothamnus punctatus Peters, 1867
- Philothamnus ruandae Loveridge, 1951
- Philothamnus semivariegatus (Smith, 1840)
- Philothamnus thomensis Bocage, 1882